# Pasaran Parsaoran
Pasaran Parsaoran is een bestuurslaag in het regentschap Samosir van de provincie Noord-Sumatra, Indonesië. Pasaran Parsaoran telt 971 inwoners (volkstelling 2010).